# Mini-Star
 (février 2024).
Si vous disposez d'ouvrages ou d'articles de référence ou si vous connaissez des sites web de qualité traitant du thème abordé ici, merci de compléter l'article en donnant les références utiles à sa vérifiabilité et en les liant à la section « Notes et références ».
Mini-Star est un groupe créé en 1984. Il est composé de six chanteurs, tous enfants, âgés de 10 à 13 ans : Cathy, Alicia (Sportiello), Maryline (Guitton), Yvon (N'Garo), Norbert (Arias) et Gregg (Julienne). Le groupe est produit par Richard Joffo.

## Historique (1984-1987)
Les enfants ont été repérés sur casting et choisis pour leurs talents de danseurs et de chanteurs lors de foires ou bals populaires en région parisienne.
Le premier 45 tours du groupe, Danse autour de la Terre, co-composé par Richard Joffo et Ganaël pour les textes et Chantal Richard (alias Sloane du duo Peter et Sloane) ainsi qu'Yves Sultan pour la musique. Il sort chez Carrère mais est coproduit par Richard Joffo et le petit label RAG, dont le producteur était le fils de Jean Guitton, René Guitton, au printemps 1984, et est certifié disque d'or avec plus de 500 000 exemplaires vendus. La chanson est traduite en anglais sous le titre Dance all over the world. Ce titre est suivi à l'automne d'un second 45 tours, Arrête ton clip !, au succès moindre mais tout de même important — 37e lors du tout premier classement du Top 50, le 4 novembre 1984 — et d'un premier album. Ensuite, en 1985, le groupe enregistre la bande originale du dessin animé Les Mondes engloutis dont font partie La Danse des Pirates et surtout le thème principal Les Mondes Engloutis, qui remporte à nouveau un succès important. Parallèlement, des produits marketing à l'effigie du groupe sont lancés (T-shirts, chewing-gums, etc.). Mais en 1986, les ventes de disques commencent à baisser. Le second générique des Mondes engloutis : Le Flashbic et leur reprise de Fais pas ci, fais pas ça de Jacques Dutronc se vendent moins.
Début 1987, trouvant que le répertoire du groupe reste trop enfantin, Cathy, alors âgée de 16 ans, quitte le groupe pour suivre son père pâtissier. Le groupe sort cette année-là, avec les cinq membres restants, un dernier 45 tours comprenant le titre Faut dire non, composé par Gérard Blanc, plus sérieux, évoquant la drogue. Mais c'est un échec et le groupe se sépare, notamment faute de motivation concernant l'évolution du répertoire, mais aussi de la mue des chanteurs, les membres étant tous adolescents.

## Membres

### Maryline Guitton
Née le 28 mai 1973, elle porte le nom d'artiste « Chrysopée ». Elle est la fille de René Guitton, l'un des coproducteurs du groupe. Elle interprètera également le générique du dessin animé Boumbo, alors distribué en France par son père. 

### Yvon N'Garo
Né le 30 août 1971, il est aujourd’hui devenu Sylka le Shaman ou Sylka Nkouka. Avec son groupe de reggae Shaman Vibes, Sylka n’a connu qu’un succès d’estime. Il est manager de son petit frère, Singuila (ex-membre du Secteur Ä sous le pseudonyme « Kayzo »). Au début de l’année 2012, Sylka Nkouka annonçait qu’il travaillait sur son nouveau projet musical intitulé ''Afrasia".

### Gregg Julienne
Né le 20 novembre 1974, il sort un album de reggae Gregg'Ae Pop MuZik en 2008 et continue les scènes à travers la France.

### Alicia Sportiello
Née le 17 juillet 1973, elle s’essaye à une carrière de comédienne après avoir obtenu un DEUG de Droit en 1995. Après avoir joué le rôle d’Hélène dans quelques épisodes de la série Sous le soleil, elle apparaît dans des courts-métrages comme Le pouvoir inconnu ou Bottom réalisé par son frère Giovanni. Mais en 2009, Alicia met fin à sa carrière de comédienne. Après avoir obtenu un master en ressources humaines, elle devient chargée de recrutement en Île-de-France.

### Cathy
Née le 3 juin 1971, elle est devenue psychologue après avoir travaillé avec son père pâtissier. Elle quittera le groupe début 1987, alors âgée de 15 ans, pour poursuivre sa passion pour la pâtisserie. 

### Norbert Arias
Né le 10 mai 1971, il est l'interprète du générique de la série animée Voltron en 1988. En 1996 il participe à l’album de la comédie musicale Le Bal des Exclus (qui retrace la vie de l’Abbé Pierre). Ensuite, il devient choriste pour de nombreux artistes comme Pierre Bachelet, Jenifer, ainsi que Johnny Hallyday sur l’album « À la vie à la mort ». Après plusieurs expériences musicales, Norbert décide de mettre sa carrière de côté avant de la reprendre en tant que choriste pour les émissions musicales de TF1. On le retrouve notamment dans les chœurs de Danse avec les stars. Il chante sous le pseudonyme "Kamaleon" ou "Norberto Arias Santana" des chansons principalement hispaniques, sur un tempo électronique de boîte de nuit. Il connait un certain succès public depuis 2016 sous le pseudonyme de Kamaleon avec notamment les hits Mas et Quierro sexo en duo avec Matt Houston.

## Chansons (liste intégrale)
- 1984 Arrête ton clip
- 1984 Premier chagrin
- 1984 Quart d'heure dragueur
- 1984 Si tu flippes
- 1984 Sup' super boum
- 1984 Twist and pub
- 1984 Faut pas, faut pas
- 1984 Comme des robots
- 1984 Danse autour de la terre
- 1984 Farandole autour de la terre
- 1985 Dance all over the world (Version anglaise de Danse autour de la terre)
- 1985 Papa comme nous
- 1986 Un petit pas à gauche, un petit pas à droite
- 1986 Fais pas ci, fais pas ça
- 1986 Enfants d'un slow
- 1986 Les Mondes engloutis : générique du dessin animé
- 1986 Les Mondes engloutis : Le flashbic (La gigue de Bic et Bac)
- 1986 Les Mondes engloutis : La Danse des Pirates (Mattymate: Norbert, Maxagaze: Yvon, Seskapile: Greg, Massmédia: Maryline)
- 1986 Biniky le dragon rose : Générique du dessin animé
- 1986 Houya houya hey
- 1987 Faut dire non (Sans la participation de Cathy)

Albums & Compilations
1984 : Arrête Ton Clip (Carrere)
1986 : Fais Pas Ci, Fais Pas Ca (Carrere)
1986 : La Fabuleuse Aventure De Mini-Star (Carrere). Cassette, livre disque de 16 pages, contenant des extraits de chansons et du texte racontant la génèse du groupe.
1986 : Disque D'Or (RAG, Carrere) - compilation
2002 : Les Mondes Engloutis, Bande Originale Du Dessin Animé (Loga-Rythme) - compilation
2013 : L'Intégrale (Balthazar Music, Télé 80) - compilation

Singles
1984 
- Arrete Ton Clip!
- Danse Autour De La Terre

1985
- Les Mondes Engloutis
- La Danse Des Pirates
- Le Flashbic
- Dance All Over The World
- Papa Comme Nous

1986
- Biniky Le Dragon Rose
- Fais Pas Ci Fais Pas Ça

1987
- Faut Dire Non